# Sin tiempo para morir
Sin tiempo para morir (título original: No Time to Die) es una película británico-estadounidense y la vigesimoquinta película de James Bond producida por Eon Productions. Cuenta con Daniel Craig en su quinta y última actuación como James Bond. Cary Fukunaga dirigió la cinta tras la renuncia del director Danny Boyle argumentando «diferencias creativas». La película fue escrita por Neal Purvis y Robert Wade, habituales guionistas de la franquicia. No Time to Die se estrenó el 30 de septiembre de 2021 en el Reino Unido.
El desarrollo comenzó en 2016. Es la primera película de Bond distribuida por Universal Pictures, que adquirió los derechos de distribución internacional tras la expiración del contrato de Sony Pictures tras el estreno de Spectre en 2015. La subsidiaria de Metro-Goldwyn-Mayer, United Artists Releasing posee los derechos para América del Norte, incluidos los derechos digitales y de televisión en todo el mundo. Universal también tiene los derechos de los medios físicos domésticos en todo el mundo. La película ha recaudado más de $774 millones en todo el mundo, convirtiéndose en la cuarta película más taquillera del año.

## Argumento
Hace varias décadas (a fines de la década de 1990), en Noruega una joven llamada Madeleine Swann cuida a su madre alcohólica en una casa aislada, en un paisaje cubierto de nieve junto a un lago helado. Mientras la niña atiende a su madre, un asesino enmascarado llega a su casa, y se presenta como Lyutsifer Safin. Busca al sr. White, el marido de la mujer alcohólica, y el responsable de la muerte de toda su familia; sin embargo, él no está en la casa, así que Safin decide asesinar a su esposa, mientras busca a su hija Madeleine Swann, para acabar con ella y vengar a su familia. Madeleine Swann está escondida, y escucha el sonido del arma matando a su madre, así que escapa a su habitación para encontrar refugio. Safin la persigue, y se dirige a ella con su arma, pero Madeleine se le anticipa; tiene una pistola y dispara varias balas contra Safin, que queda tumbado en el suelo. Madeleine arrastra el supuesto cadáver fuera de la casa hacia la nieve (sin quitarle el arma), pero él, de repente, reacciona y despierta. La niña, asustada, decide salir corriendo por la superficie del lago congelada, pero el hielo cede y Madeleine cae al agua. Safin va detrás de ella, y la localiza. La niña está a punto de ahogarse, así que Safin dispara una ráfaga de un rifle de asalto al hielo, para romperlo y poder rescatarla.
La escena cambia ahora al año 2015. Swann se encuentra en la ciudad de Matera, en el sur de Italia, con su marido James Bond, disfrutando de unas vacaciones, y paseando con el restaurado Aston Martin DB5, mientras no dejan de recordar los sucesos tras la captura de Ernst Stavro Blofeld. Bond deja a Swann en la cama, y va a visitar la tumba de su primer amor, Vesper Lynd, fallecida en 2006, el panteón explota, y Bond queda aturdido. Los asesinos de SPECTRE, van por 007. Bond consigue escapar, y vuelve al lugar donde se hospeda con Madeleine, a quien reprende, pues considera que ella tiene algo que ver con que los asesinos hayan descubierto su paradero. La pareja escapa con su coche súper blindado, mientras vuelven a ser perseguidos, y Swann recibe una llamada telefónica de Ernst Stavro Blofeld, felicitando a Madeleine por haber vendido a su marido. Ella lo niega todo y suplica que le crea, pero Bond desconfía, así que lleva a su mujer a una estación de ferrocarril, y le hace subir al tren. Bond se queda, mientras ella se despide y él dice que no volverá a verle.
Cinco años después, el científico del MI6 Valdo Obruchev, creador del Proyecto Heracles junto con M, es secuestrado de un laboratorio del MI6. El Proyecto Heracles es un arma biológica que contiene nanobots que se propagan como un virus al tacto, y están codificados en hebras de ADN específicas, lo que lo vuelve letal para el objetivo, pero inofensivo para los demás. Bond se ha retirado a Port Antonio, Jamaica, donde es contactado por su amigo, el agente de la CIA Felix Leiter y su compañero, el estadounidense Logan Ash. Piden ayuda para localizar a Obruchev, pero Bond se niega. Esa noche, Bond conoce a una mujer en el mismo bar donde se ha reunido con los agentes de la CIA. Se trata de Nomi, que luego se revela como la nueva 007, y le pide a Bond que no intervenga, cosa que le hace sospechar que el MI6 está involucrado en algo turbio. Finalmente, Bond decide colaborar con la CIA.
James Bond navega hacia Cuba y conoce a Paloma, una agente aliada de la CIA. Ambos se infiltran en una reunión SPECTRE para recuperar a Obruchev. Éste está colaborando con Safin, por lo que, mientras SPECTRE le pide que cargue un programa, coloca una versión manipulada del programa de control de los nanobots. Blofeld ordena que Bond sea asesinado por los nanobots desde su celda de la prisión, usando un ojo biónico para comunicarse, pero entonces se hace efectivo el programa de Obruchev, y los nanobots empiezan a asesinar a los miembros de SPECTRE, según las órdenes de Safin.
Bond lleva a Obruchev a un barco para encontrarse con Félix y Ash, pero éste se revela como un agente doble que trabaja para Safin. Ash dispara a Leiter, escapa con Obruchev y destruye el barco. Bond huye, pero Leiter muere a causa de sus heridas, diciendo que todavía tenía una buena vida. Después de eso, Bond decide regresar oficialmente a Londres.
En Londres, Bond tiene una discusión con M sobre Heracles, por lo que Bond abandona las oficinas del MI6 y al mismo tiempo Moneypenny tiene también una discusión con Nomi sobre dispararle a Bond a lo que Moneypenny responde que todos lo intentan una vez. Moneypenny lleva a Bond a ver a Q y organiza una reunión con Blofeld para averiguar dónde se ha llevado a Obruchev con los nanobots. Safin visita a Madeleine y la chantajea para que se infecte con los nanobots y se lo contagie a Blofeld, ya que ha sido la única persona en contacto con él desde su encarcelamiento en la Prisión de Belmarsh. Bond se encuentra con Madeleine en la celda, donde la toca y, sin saberlo, se infecta a sí mismo antes de que ella abandone la celda. Blofeld le dice a Bond que organizó la emboscada en la tumba de Vesper y la explosión de la tumba y que Madeleine no lo traicionó. En respuesta, Bond intenta estrangularlo, pero es detenido por Bill Tanner. Sin embargo, Blofeld muere frente a sus ojos porque Madeleine, sin saberlo, ha transferido los nanobots a Bond. La organización SPECTRE está oficialmente muerta.
Al darse cuenta de lo que sucedió, Bond rastrea a Madeleine hasta la casa de su infancia en Noruega. Allí se entera de que Madeleine tiene una hija de cinco años, Mathilde, que, según ella, no es suya. Madeleine le dice que, cuando era niño, los padres de Safin fueron asesinados por el padre de Madeline, el Sr. White por orden de Blofeld, lo que lo llevó a buscar venganza contra Blofeld y SPECTRE. De repente, Bond descubre al observar imágenes de satélite que Ash y sus cómplices están en camino de matarlo. A pesar de haber logrado eliminar a ambos, Safin continúa su venganza mientras él, Ash y sus hombres se dirigen a capturar a Bond,  Madeleine y Mathilde y tras una larga persecución que inicia en el Puente de Storseisundet, Bond logra matar a Ash y a los hombres de Safin pero Safin captura con éxito a Madeleine y Mathilde.
Q, Bond y Nomi localizan a Safin en una base de la Segunda Guerra Mundial en una isla entre Japón y Rusia. Antes de la misión, Nomi pide que se le devuelva el nombre en clave 007 a James, que M acepta. Se infiltran en la sede de Safin y se enteran de que planea usar los nanobots para apoderarse del mundo. Nomi toma a Obruchev como rehén y  empuja fríamente al profesor Obruchev a una tina de nanobots después de que este último profiere violentas amenazas de genocidio. Mientras Bond se encuentra con Safin, quien tiene a Mathilde con él. Bond dispara a los guardias de Safin, pero Safin escapa. Safin libera a Mathilde, quien se reúne con su madre, Bond y Nomi. Pero M le pregunta a Q por qué hay un C 17 de la Real Fuerza Aérea británica rodeando la isla y el servicio de inteligencia japonés le comenta a Bill Tanner que hay barcos extraños dirigiéndose a la isla.
Nomi, Madeleine y Mathilde escapan mientras James se queda atrás para abrir las puertas del silo de la isla, lo que permitiría un ataque con misiles de  HMS  Dragon para destruir los nanobots. James despacha al secuaz de Safin, Primo a quien remata con un reloj que Q le dio para desactivar los sistemas electrónicos y a todos sus hombres reminantes antes de enfrentarse al mismo Safin. Bond coloca a Safin en su jardín venenoso pero Safin dispara a James antes de infectarlo con nanobots programados para matar a Madeleine y Mathilde. Bond está infectado con nanobots que matarían a Madeleine y Mathilde si los tocara. Tras luchar contra él, le rompe el brazo y finalmente lo mata, ya con varias balas, abre las cerraduras del cuartel general y recomienda que M bombardee toda la instalación con misiles guiados.  A pesar de sus heridas hablando con Madeleine por radio, James le dice que la ama y la anima a seguir adelante sin él, y ella confirma que Mathilde es su hija mientras James se despide diciendo "Tienes todo el tiempo del mundo" y Madeleine le dice que Mathilde tiene sus ojos y las últimas palabras son "Lo sé". Bond acepta su destino cuando los misiles impactan en la isla, matándolo y destruyendo la fábrica de nanobots. En el MI6, M, Moneypenny, Q, Tanner y Nomi beben en honor a James. La película termina con Madeleine llevando a Mathilde a Matera cuando comienza a contarle sobre su padre, "Bond, James Bond".
Al final de la película, los créditos muestran las palabras "James Bond regresará".

## Reparto

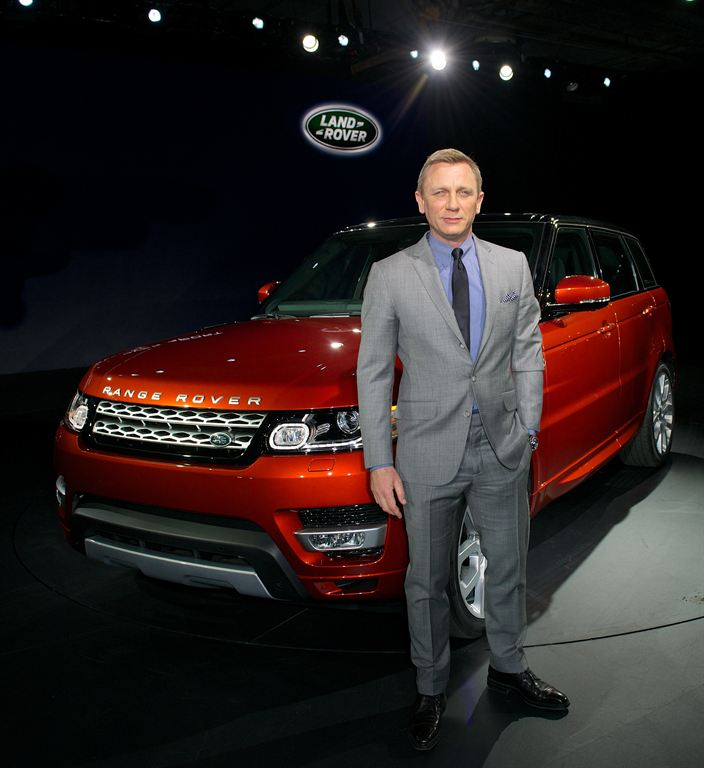
Daniel Craig interpreta a James Bond, el protagonista de la película.

- Daniel Craig como James Bond,[7] que desde entonces se ha retirado a Jamaica tras los acontecimientos de Spectre.
- Rami Malek como Lyutsifer Safin, un adversario de James Bond armado con una tecnología peligrosa, que también tiene una conexión con la Dra. Madeleine Swann. La productora Barbara Broccoli describió al personaje como "el que realmente se mete bajo la piel de Bond. Es una pieza desagradable".
- Ralph Fiennes como Gareth Mallory / M,[8] el jefe del MI6 y el oficial superior de Bond.
- Naomie Harris como Eve Moneypenny,[8] la asistente de M y aliada de Bond.
- Rory Kinnear como Bill Tanner, el jefe de gabinete del MI6.
- Léa Seydoux como Dra. Madeleine Swann,[8] una psiquiatra y el interés amoroso de Bond que le ayudó en su misión en la película Spectre. Fukunaga subrayó la importancia de Swann para la película, ya que su presencia le permitió explorar el trauma no resuelto de Bond derivado de la muerte de Vesper Lynd en Casino Royale[9] Después de ver la película, Seydoux dijo: "Hay mucha emoción en este" Bond". Es muy conmovedor. Apuesto a que vas a llorar. Cuando la vi, lloré, lo cual es extraño porque estoy en eso".[10]
- Ben Whishaw como Q,[8] del cuartel general del MI6 que equipa a Bond con equipo para su uso en el campo.
- Jeffrey Wright como Felix Leiter,[11] amigo de Bond y oficial de campo de la CIA. Si bien Wright se sorprendió de que no se le pidiera que regresara en Skyfall y Spectre, sintió que el regreso de Felix en No Time to Die "da más peso" debido a su ausencia anterior. Wright dijo que la película establece la hermandad de Bond y Felix, que describió como el "núcleo" de su relación.[12]
- Ana de Armas como Paloma, agente de la CIA que ayuda a Bond.[13] De Armas describió su personaje como "irresponsable" y "burbujeante", y desempeña un papel clave en la misión de Bond.[14]
- Lashana Lynch como Nomi[15] una Agente 00 que ha sido puesta en servicio activo como la 007 actual después de la jubilación de Bond.[13][16] Lynch ha dicho que espera que su personaje aporte una nueva capa de relatividad al mundo del espionaje: "Cuando estás lidiando con una franquicia que ha sido hábil durante tantos años, quería darle un giro humano: lidiar con ansiedad y ser alguien que lo está resolviendo, completamente alerta".
- David Dencik, como Valdo Obruchev.
- Christoph Waltz como Ernst Stavro Blofeld, el exjefe del sindicato criminal Spectre, capturado y puesto bajo custodia del MI6.
- Billy Magnussen como Logan Ash.
- Dali Benssalah como Primo.
- Lisa-Dorah Sonnet como Matilde Bond Swann: la hija de cinco años de Bond y Madeleine.[17]

Además, Hugh Dennis y Priyanga Burford retratan a científicos que trabajan en un laboratorio del MI6. Mathilde Bourbin y Coline Defaud aparecen como la madre de Madeleine Swann y la joven Madeleine respectivamente en la secuencia inicial de la película. Brigitte Millar también repite su papel como directora de Spectre, la Dra. Vogel de "Spectre".

## Producción

### Guion
El guion del nuevo largometraje corre por cuenta de Neal Purvis y Robert Wade, que desde el año 1999 han escrito las recientes películas del agente James Bond. Posteriormente, Scott Z. Burns, el director Cary Fukunaga y Phoebe Waller-Bridge también trabajaron sobre el guion.

### Filmación

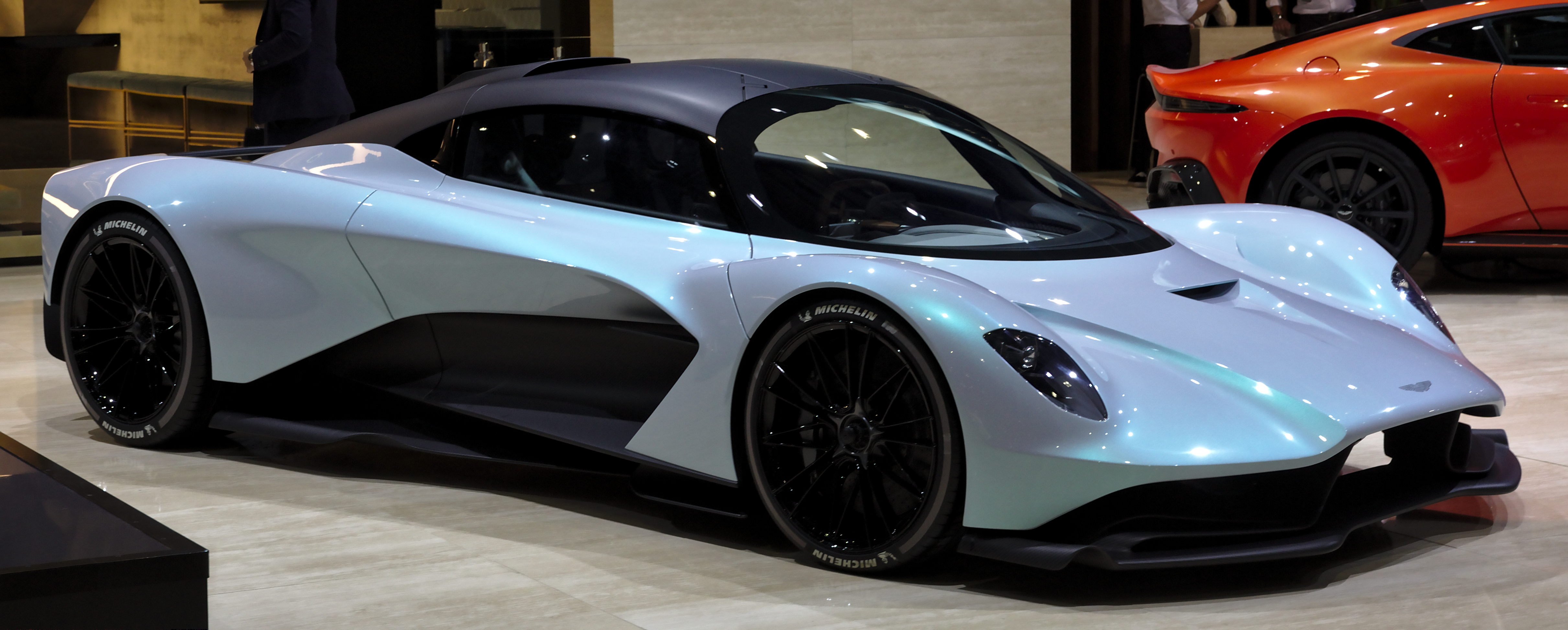
Aston Martin Valhalla

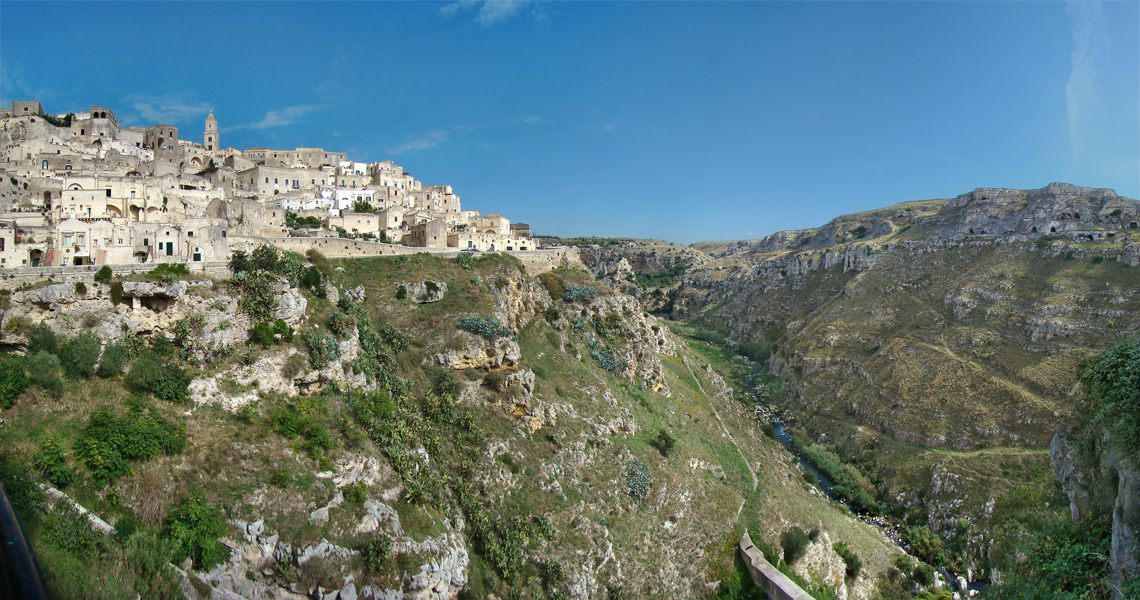
Matera

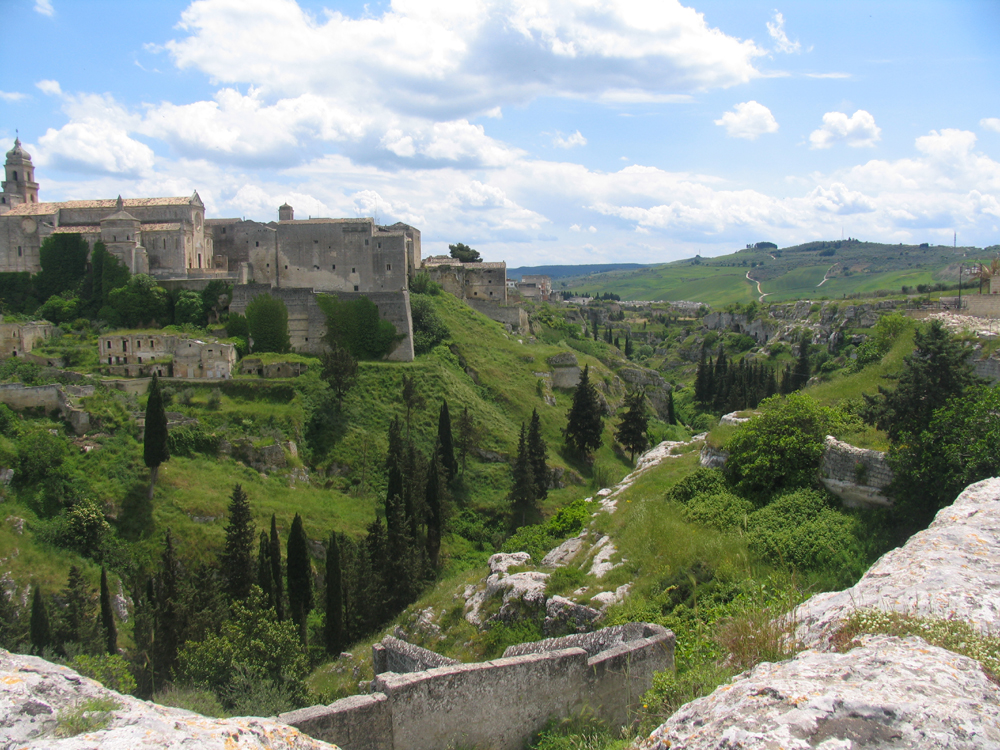
Pueblo de Gravina in Puglia.

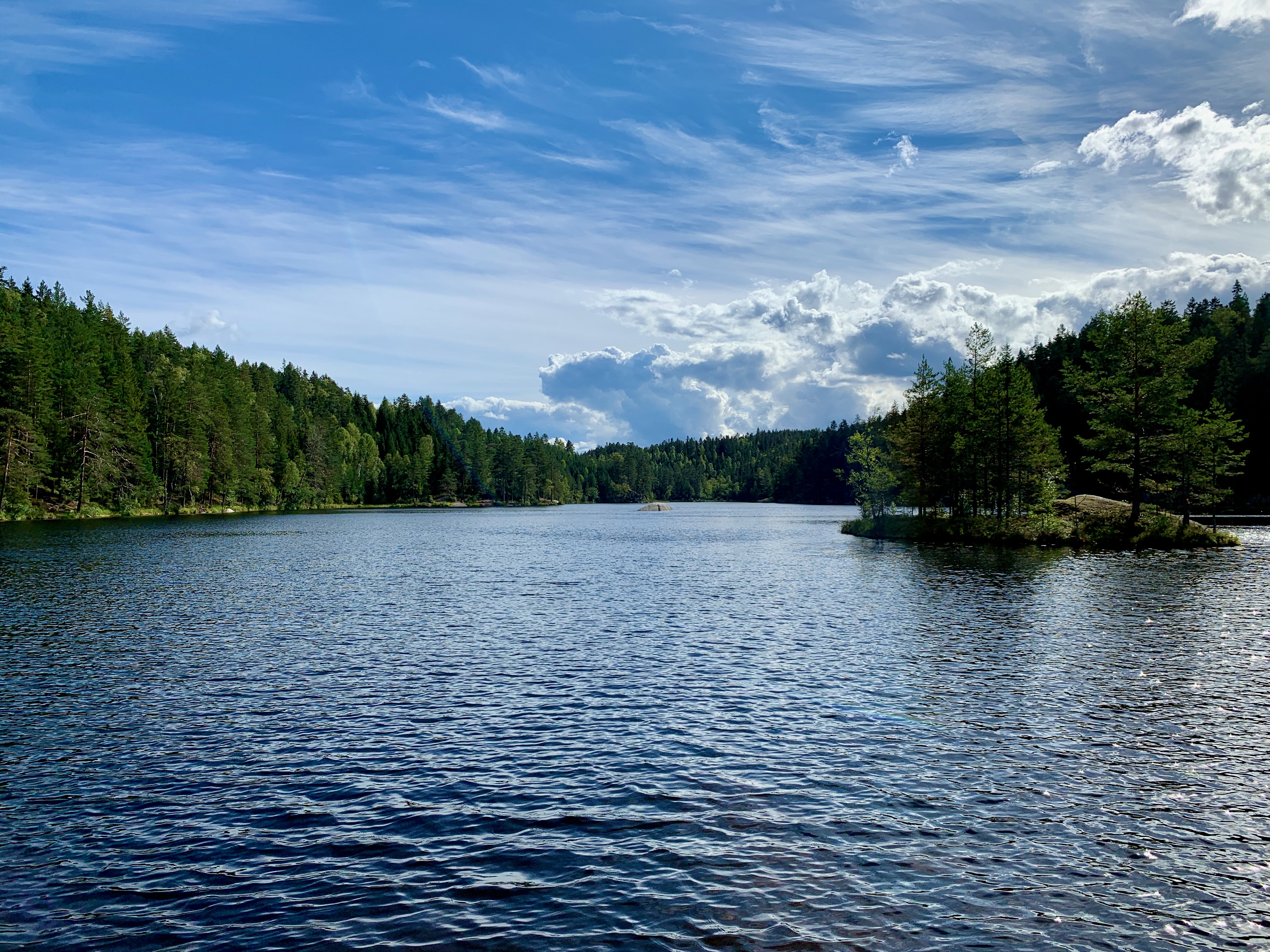
El rodaje comenzó en el lago Langvann, Noruega, el telón de fondo de la casa de la infancia de Madeleine.

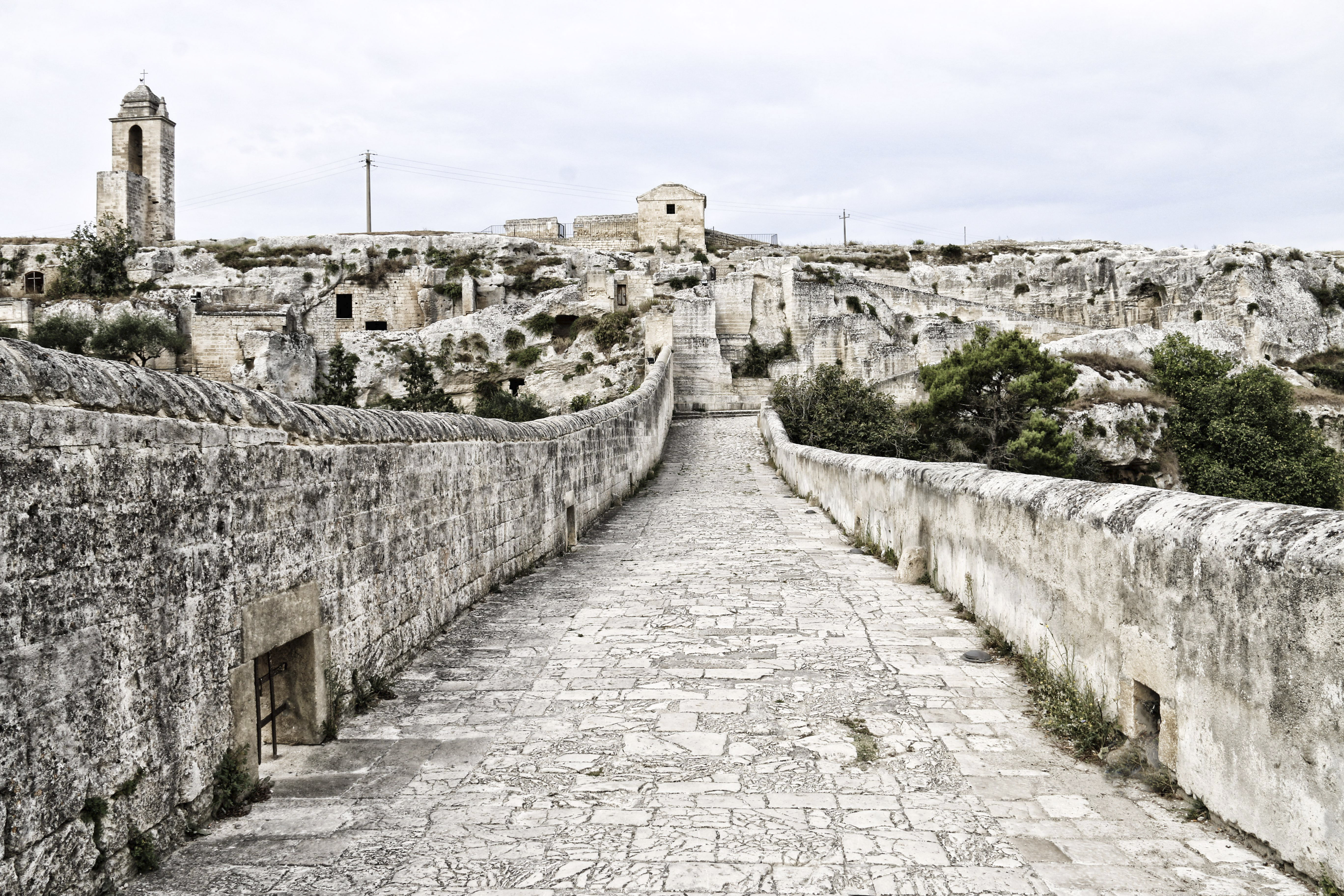
Ponte Viadotto-Acquedotto Madonna della Stella, en Gravina in Puglia, utilizado para hacer acrobacias.

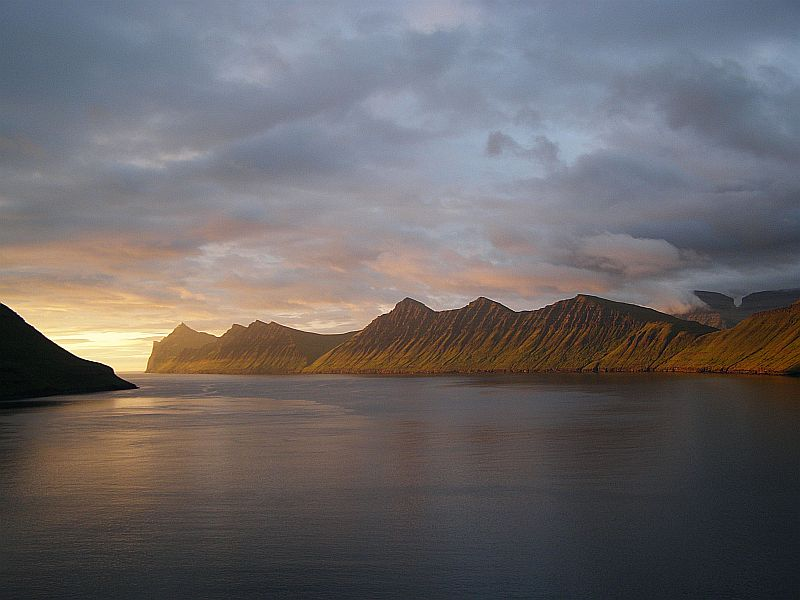
Kalsoy sirve como una isla en disputa y la base de Safin; sus decorados se inspiraron en los de Ken Adam y los edificios de Tadao Ando.

La producción estaba programada para comenzar el 3 de diciembre de 2018 en Pinewood Studios, pero el rodaje se retrasó hasta abril de 2019 tras la salida de Danny Boyle como director. La película es la primera de la serie en tener secuencias filmadas con cámaras de película de 65 mm IMAX. El director Cary Joji Fukunaga y el director de fotografía Linus Sandgren presionaron para usar la película en lugar de digital para mejorar el aspecto de la película.
Los lugares de rodaje incluyeron Italia, Jamaica, Noruega, las Islas Feroe y Londres, además de Pinewood Studios. En marzo de 2019, la producción comenzó en Nittedal, Noruega, con la segunda unidad capturando escenas en un lago congelado. El 28 de abril de 2019, fotografía principal comenzó oficialmente en Jamaica, incluido Port Antonio. En mayo de 2019, Daniel Craig sufrió una lesión en el tobillo mientras filmaba en Jamaica y posteriormente se sometió a una cirugía menor. En junio de 2019, la producción se interrumpió aún más cuando una explosión controlada dañó el [007 Stage] en Pinewood Studios y dejó a un miembro del equipo con heridas leves. También en junio de 2019, la producción volvió a Noruega para filmar una secuencia de conducción a lo largo de la Atlantic Ocean Road con un Aston Martin V8 Vantage. Aston Martin también confirmó que los modelos DB5, DBS Superleggera y Valhalla aparecerían en la película.
A finales de junio de 2019, la producción se trasladó al Reino Unido. Las escenas con Craig, Ralph Fiennes, Naomie Harris y Rory Kinnear fueron filmadas alrededor de Londres, incluyendo Whitehall, Senate House y Hammersmith. En julio de 2019, la filmación tuvo lugar en la ciudad de Aviemore y en el área circundante del parque nacional Cairngorms. Algunas escenas también se rodaron en la Ardverikie House Estate y en las orillas del Loch Laggan, en las afueras del parque.
A finales de agosto de 2019, la segunda unidad se trasladó al sur de Italia, donde comenzaron a filmar una secuencia de persecución con un Aston Martin DB5 por las calles de Matera. A principios de septiembre de 2019, la unidad de producción principal, Craig y Léa Seydoux llegaron para filmar escenas dentro de varios decorados construidos en producción, así como otras secuencias en Maratea y Gravina in Puglia. Las escenas se rodaron en la ciudad de Sapri en el sur de Italia durante todo septiembre. Las ubicaciones incluían el "canal de medianoche" y la estación de tren de la ciudad. En la película se hará referencia a la ciudad como "Civita Lucana". A finales de septiembre de 2019, se filmaron escenas en las Islas Feroe.
El Ministerio de Defensa en el Reino Unido confirmó que el rodaje tuvo lugar alrededor del destructor HMS Dragon de la Royal Navy y de un Boeing C17 Globemaster III de la Royal Air Force en fechas y lugares no revelados antes de la pandemia de COVID-19. No se dispararon armas.
Ben Whishaw elogió el trabajo de dirección de Fukunaga: «Fue genial y sabes lo asombroso es que lo trató, o fue capaz de abordarlo, me sentí casi como si fuera una película independiente. ¿Sabes? Y fue bastante improvisado. No hicimos muchas tomas». Añadió: «Fue muy ligero. A veces bastante caótico, pero estoy muy emocionado de ver cómo ha construido la película final».
El rodaje concluyó el 25 de octubre de 2019 en Pinewood Studios con el rodaje de una secuencia de persecución ambientada en La Habana, Cuba. La producción tenía la intención de filmar la secuencia antes, pero se vio obligada a reprogramar cuando Craig se lesionó el tobillo en Jamaica. Fukunaga confirmó más tomas de pick-up en Pinewood el 20 de diciembre de 2019.
CMA CGM, siendo el socio oficial de esta película, otorgó a los realizadores EON Productions acceso sin precedentes a Kingston Container Terminal en Jamaica para rodar una secuencia de acción con un hidroavión, los buques  'CMA CGM FORT SAINT GEORGES'  (2260 TEUs) y  'CMA CGM FORT DE FRANCE'  (3504 TEUs) y se movilizaron más de 1000 contenedores para el rodaje. Se formó un equipo dedicado dirigido por Tanya Saadé Zeenny, directora ejecutiva del Grupo CMA CGM, en la oficina central en Marsella y en las terminales operadas por CMA CGM en Kingston y Dunkerque.

### Banda sonora
La banda sonora de esta película está a cargo del compositor alemán Hans Zimmer.
La cantante y compositora estadounidense Billie Eilish se encargó de componer y producir, junto a su hermano FINNEAS, la canción principal homónima del largometraje.

Todas las canciones escritas y compuestas por Hans Zimmer (a excepción de "No Time to Die"). 
| N.º | Título                                                                                    | Duración |  |
| 1.  | «Gun Barrel»                                                                              | 0:56     |  |
| 2.  | «Matera»                                                                                  | 1:59     |  |
| 3.  | «Message from an Old Friend»                                                              | 6:35     |  |
| 4.  | «Square Escape»                                                                           | 2:06     |  |
| 5.  | «Someone Was Here»                                                                        | 2:56     |  |
| 6.  | «Not What I Expected»                                                                     | 1:24     |  |
| 7.  | «What Have You Done?»                                                                     | 2:14     |  |
| 8.  | «Shouldn't We Get to Know Each Other First?»                                              | 1:21     |  |
| 9.  | «Cuba Chase»                                                                              | 5:40     |  |
| 10. | «Back to MI6»                                                                             | 1:30     |  |
| 11. | «Good to Have You Back»                                                                   | 1:17     |  |
| 12. | «Lovely to See You Again»                                                                 | 1:25     |  |
| 13. | «Home»                                                                                    | 3:45     |  |
| 14. | «Norway Chase»                                                                            | 5:06     |  |
| 15. | «Gearing Up»                                                                              | 2:53     |  |
| 16. | «Poison Garden»                                                                           | 3:58     |  |
| 17. | «The Factory»                                                                             | 6:42     |  |
| 18. | «I'll Be Right Back»                                                                      | 4:59     |  |
| 19. | «Opening the Doors»                                                                       | 2:44     |  |
| 20. | «Final Ascent»                                                                            | 7:25     |  |
| 21. | «No Time to Die» (interpretada por Billie Eilish; escrita por Eilish y Finneas O'Connell) | 4:04     |  |

La pieza compuesta por John Barry We Have All the Time in the World es un tema recurrente que es incluido tres veces en la partitura y que apareció originalmente en On Her Majesty's Secret Service, recordando tanto el amor como la pérdida experimentados por Bond después de una conmoción similar en esta película. La canción interpretada por Louis Armstrong, se reproduce en su totalidad durante los créditos finales, después de que Madeleine Swann pronunciara la frase que pone título a dicho tema.

## Estreno
Originalmente, su estreno estaba planeado para abril de 2020, pero se retrasó al mes de noviembre debido a la pandemia de COVID-19. Su estreno quedó para el 2 de abril de 2021 en el Reino Unido, pero fue nuevamente pospuesta a causa de la pandemia, esta vez al 30 de septiembre del mismo año para todo el mundo y el 8 de octubre para Estados Unidos.

## Recepción

### Rendimiento comercial
A partir del 12 de octubre de 2021,  No Time to Die  ha recaudado $ 67,4   millones en Estados Unidos y Canadá, y $ 259   millones en otros territorios, por un total mundial de $ 326,4   millones. Debido a sus costos combinados de producción y promoción de al menos $ 350 millones, la película necesita recaudar $ 750–800 millones en todo el mundo con el fin de punto de equilibrio.
El fin de semana de estreno de  No Time to Die  estableció una taquilla de $ 119.1 millones en 54 países, incluyendo el Reino Unido, Brasil, Alemania, Italia, Japón, México y España, superando sus proyecciones de $ 90 millones. Fue la primera película desde la pandemia de COVID-19 que superó los $ 100 millones en un debut en el extranjero sin el mercado de China.
En los Estados Unidos y Canadá, se proyectó que "No Time to Die" recaudará entre 65 y 85 millones de dólares en su primer fin de semana. La película ganó $ 23,3 millones en su primer día, incluidos $ 6,3 millones de los avances del jueves por la noche, el mejor total de la franquicia. Luego debutó con $ 56 millones, encabezando la taquilla y marcando el cuarto mejor fin de semana de apertura de la franquicia. No Time to Die ganó $ 6,9 millones adicionales el Día de la Raza, lo que eleva su total de cuatro días a más de $ 60 millones.  Deadline Hollywood  atribuyó el rendimiento levemente inferior al tiempo de ejecución de 163 minutos de la película, lo que limita la cantidad de horarios, mientras que señala que solo el 12% del negocio del fin de semana provino de horarios después de las 9 p. m. (en comparación con los de 90 minutos  Venom: Let There Be Carnage  con un 20% de su ingreso bruto inicial proveniente de proyecciones posteriores). TheWrap dijo que la apertura era una buena noticia para los cines, incluso si el estudio no alcanzó el punto de equilibrio durante la ejecución teatral de la película, y que era una señal alentadora para las próximas películas orientadas a adultos.
{{A partir del 9 de noviembre de , "No Time to Die" ha recaudado $ 144,2 millones en EE. UU. Y Canadá y $ 524,1 millones en otros territorios, para un total mundial de $ 668,3   millones. Debido a los costos combinados de producción y promoción de al menos $ 350 millones, se estima que la película debe recaudar al menos $ 800 millones en todo el mundo con el fin de punto de equilibrio.

### Respuesta crítica
No Time to Die tuvo una respuesta crítica mayormente positiva, con los expertos elogiando la actuación de Daniel Craig y destacando su trayectoria como el personaje de James Bond. Otros aspectos como la fotografía y las secuencias de acción también fueron destacados por la crítica. En el sitio agregador de reseñas Rotten Tomatoes, No Time to Die tuvo un índice de aprobación del 83 % basado en 162 reseñas profesionales, con lo que recibió el certificado de «fresco». El consenso crítico fue: «No es la más brillante o atrevida aventura del 007, pero No Time to Die concluye la franquicia al mando de Daniel Craig de una forma satisfactoria». En Metacritic, la película logró una puntuación ponderada de 70 de 100 sobre la base de 39 críticas, lo que denota «reseñas mayormente favorables».
El crítico Peter Bradshaw de The Guardian le dio una calificación perfecta de cinco estrellas y escribió que: «No Time to Die es sorprendente, exóticamente consciente de sí misma, divertida y segura, y quizás sobre todo es grande: gran acción, grandes risas, grandes acrobacias y, por muy digital que haya sido ideada, y por muy descabellado que sea, no pareciera que se desarrollara en el mundo real, sino en un enorme espacio abierto que todos anhelamos». Robbie Collins de The Telegraph también la calificó con cinco estrellas y la describió como «extravagantemente satisfactoria», «a menudo muy divertida» con artilugios «tanto improbables como escandalosos», y que se ha filmado con una cinematografía «magnífica», comenzando con «un prólogo sensacionalmente emocionante y siniestro» y terminando con una «conclusión conmovedora».

### Premios y nominaciones
| Premio                                            | Fecha                   | Categoría                                              | Nominado | Resultado | Ref.          |
| ------------------------------------------------- | ----------------------- | ------------------------------------------------------ | --- | --------- | ------------- |
| Premios Grammy                                    | 14 de marzo de 2021     | Mejor canción escrita para medios visuales             | Billie Eilish y Finneas O'Connell por "No Time to Die"                                                                                            | Ganadores | [ 68 ]        |
| Hollywood Music in Media Awards                   | 17 de noviembre de 2021 | Mejor banda sonora en una película                     | Hans Zimmer | Nominado  | [ 69 ] [ 70 ] |
| Hollywood Music in Media Awards                   | 17 de noviembre de 2021 | Mejor canción en una película                          | Billie Eilish y Finneas O'Connell por "No Time to Die"                                                                                            | Ganadores | [ 69 ] [ 70 ] |
| Premios People's Choice                           | 7 de diciembre de 2021  | Mejor película de 2021                                 | No Time to Die | Nominada  | [ 71 ]        |
| Premios People's Choice                           | 7 de diciembre de 2021  | Mejor película de acción de 2021                       | No Time to Die | Nominada  | [ 71 ]        |
| Premios People's Choice                           | 7 de diciembre de 2021  | Mejor estrella masculina de 2021                       | Daniel Craig | Nominado  | [ 71 ]        |
| Premios People's Choice                           | 7 de diciembre de 2021  | Mejor estrella en una película de acción de 2021       | Daniel Craig | Nominado  | [ 71 ]        |
| Premios Globo de Oro                              | 9 de enero de 2022      | Mejor canción original                                 | Billie Eilish y Finneas O'Connell por "No Time to Die"                                                                                            | Ganadores | [ 72 ]        |
| Seattle Film Critics Society                      | 17 de enero de 2022     | Mejor coreografía de acción                            | No Time to Die | Nominada  | [ 73 ]        |
| Houston Film Critics Society                      | 19 de enero de 2022     | Mejor coordinación de stunts                           | Matthew Sampson, Olivier Schneider, Leah Breckman, Jamie Edgell, Yves Girard, Boris Martinez, Gabriele Ragusa, Franco Maria Salamon, y Patrick Vo | Ganadores | [ 74 ] [ 75 ] |
| Houston Film Critics Society                      | 19 de enero de 2022     | Mejor canción original                                 | "No Time to Die" | Nominada  | [ 74 ] [ 75 ] |
| Premios del Sindicato de Actores                  | 27 de febrero de 2022   | Mejor reparto de especialistas                         | No Time to Die | Nominada  | [ 76 ]        |
| Premios de la Asociación de Críticos de Hollywood | 28 de febrero de 2022   | Mejor película de acción                               | No Time to Die | Nominada  | [ 77 ]        |
| Premios de la Asociación de Críticos de Hollywood | 28 de febrero de 2022   | Mejor canción original                                 | Billie Eilish por "No Time to Die" | Nominada  | [ 77 ]        |
| Premios de la Asociación de Críticos de Hollywood | 28 de febrero de 2022   | Mejores stunts                                         | No Time to Die | Nominada  | [ 77 ]        |
| Visual Effects Society                            | 8 de marzo de 2022      | Mejores efectos visuales en una película fotorrealista | Charlie Noble, Mara Bryan, Joel Green, Jonathan Fawkner, Chris Corbould                                                                           | Ganadora  | [ 78 ]        |
| Premios BAFTA                                     | 13 de marzo de 2022     | Mejor película británica                               | Cary Joji Fukunaga, Barbara Broccoli, Michael G. Wilson, Neal Purvis, Robert Wade y Phoebe Waller-Bridge                                          | Nominada  | [ 79 ]        |
| Premios BAFTA                                     | 13 de marzo de 2022     | Mejor fotografía                                       | Linus Sandgren | Nominada  | [ 79 ]        |
| Premios BAFTA                                     | 13 de marzo de 2022     | Mejor montaje                                          | Tom Cross y Elliot Graham | Nominada  | [ 79 ]        |
| Premios BAFTA                                     | 13 de marzo de 2022     | Mejor sonido                                           | James Harrison, Simon Hayes, Paul Massey, Oliver Tarney y Mark Taylor                                                                             | Nominada  | [ 79 ]        |
| Premios BAFTA                                     | 13 de marzo de 2022     | Mejores efectos visuales                               | Mark Bakowski, Chris Corbould, Joel Green y Charlie Noble                                                                                         | Nominada  | [ 79 ]        |
| Premios de la Crítica Cinematográfica             | 13 de marzo de 2022     | Mejor canción                                          | "No Time to Die" | Nominada  | [ 80 ]        |
| Premios de la Crítica Cinematográfica             | 13 de marzo de 2022     | Mejores efectos visuales                               | No Time to Die | Nominada  | [ 80 ]        |
| Premios Satellite                                 | 18 de marzo de 2022     | Mejor canción original                                 | Billie Eilish y Finneas O'Connell for "No Time to Die"                                                                                            | Nominada  | [ 81 ]        |
| Premios Óscar                                     | 27 de marzo de 2022     | Mejor canción original                                 | Música por Billie Eilish; letra por Billie Eilish y Finneas O'Connell                                                                             | Ganadores | [ 82 ]        |
| Premios Óscar                                     | 27 de marzo de 2022     | Mejor sonido                                           | James Harrison, Simon Hayes, Paul Massey, Oliver Tarney y Mark Taylor                                                                             | Nominada  | [ 82 ]        |
| Premios Óscar                                     | 27 de marzo de 2022     | Mejores efectos visuales                               | Mark Bakowski, Chris Corbould, Jonathan Fawkner, Joel Green y Charlie Noble                                                                       | Nominada  | [ 82 ]        |